# 葉爾姆湖
63°38′N 33°10′E / 63.633°N 33.167°E
葉爾姆湖（俄语：Елмозеро），是俄羅斯的湖泊，位於該國西北部，由卡累利阿共和國負責管轄，面積54.8平方公里，海拔高度128米，湖岸線長度99.2公里，集水區面積359平方公里，平均水深12.2米，最大水深50米。